# Praksa/istina
Pod naslovom Praksa/istina tiskana je 1986. knjižica tekstova koje je hrvatski praxis filozof Gajo Petrović napisao kao priloge za Enciklopedijski rječnik marksizma, koji se pripremao u Insitutu za međunarodni radnički pokret u Beogradu; taj rječnik nikada nije dovršen.
Petrović objavljuje niz temeljnih filozofskih pojmova, tumačeći ih u okviru svoje filozofske pozicije, ali dajući i osnovna objašnjenja o etimologiji i povijesti pojma. Na početku svakog članka je kratko određenje pojma, slijedi povijesni pregled, prikaz Marxove koncepcije (u interpretaciji praxis filozofije te suvremenih sporova.
Koncepcija je objašnjena u predgovoru, čemu slijedi sedam članaka:
- Praksa
- Otuđenje
- Postvarenje
- Klase
- Klasna svijest
- Sloboda
- Istina